# Phorodon humulifoliae
Phorodon humulifoliae är en insektsart som beskrevs av Tseng och Tao 1938. Phorodon humulifoliae ingår i släktet Phorodon och familjen långrörsbladlöss. Inga underarter finns listade i Catalogue of Life.